# Cibola County
Cibola County är ett administrativt område i delstaten New Mexico, USA. År 2010 hade countyt 27 213 invånare. Den administrativa huvudorten (county seat) är Grants. 
El Malpais nationalmonument och El Morro nationalmonument ligger i countyt. 

## Geografi
Enligt United States Census Bureau så har countyt en total area på 11 764 km². 11 759 km² av den arean är land och 5 km² är vatten. 

### Angränsande countyn
- McKinley County, New Mexico - nord
- Sandoval County, New Mexico - nordöst
- Bernalillo County, New Mexico - öst
- Valencia County, New Mexico - öst
- Socorro County, New Mexico - sydöst
- Catron County, New Mexico - syd
- Apache County, Arizona - väst